# The Contortionist
The Contortionist est un groupe américain de metal progressif originaire d'Indianapolis, formé en 2007.

## Membres

### Membres actuels
- Joey Baca : batterie, percussions (depuis 2007)
- Robby Baca : guitare (depuis 2007), basse (2014)
- Cameron Maynard : guitare (depuis 2007)
- Michael Lessard : chant (depuis 2013)
- Jordan Eberhardt : basse (depuis 2014)
- Eric Guenther : claviers (depuis 2014)

### Anciens membres
- Jake Morris : chant (2007–2008)
- Dave Hoffman : chant (2008–2010)
- Jonathan Carpenter : chant, clavier (2008-2013)
- Christopher Tilley : basse (2007–2014)